# Thanathorn Juangroongruangkit
Thanathorn Juangroongruangkit (thaï: ธนาธร จึงรุ่งเรืองกิจ, RTGS: Thanathon Chuengrungrueangkit, API : [tʰā.nāː.tʰɔ̄ːn t͡ɕɯ̄ŋ.rûŋ.rɯ̄a̯ŋ.kìt]) né le 25 novembre 1978 à Bangkok, est un homme d'affaires et homme politique thaïlandais, leader du Parti du nouvel avenir (Future Forward / พรรคอนาคตใหม่), parti qu'il fonde le 15 mars 2018 avec Piyabutr Saengkanokkul.
Homme d’affaires et milliardaire, il dirige pendant dix ans le groupe familial de pièces détachées pour automobiles.
Peu après les élections législatives thaïlandaises de 2019, le 6 avril 2019, Thanathorn Juangroongruangkit est inculpé pour sédition puis il est suspendu de son poste de député. Le 5 juin 2019, Prayut Chan-o-cha est réélu Premier ministre par le Parlement. Arrivé troisième avec plus de 6 millions de citoyennes et citoyens thaïlandais ayant voté pour son parti, Thanathorn Juangroongruangkit a reçu le soutien du Pheu Thai (arrivé deuxième) et de son parti, le Parti du nouvel avenir.
Le 20 novembre 2019, il est déchu de son mandat de député. Son parti est interdit en février 2020,.
En janvier 2021, il est accusé de crime de lèse-majesté pour ses positions critiques à la politique vaccinale contre le covid-19 du pays,, : il risque 20 ans de prison,.
Il est condamné le 5 février 2024, aux côtés de sept autres figures du mouvement prodémocratie, à quatre mois de prison avec sursis, pour une manifestation organisée en 2019 et qui avait été jugée illégale,.